# 皮氏叫姑魚
皮氏叫姑魚，俗名黑鮸、加網，為輻鰭魚綱鱸形目石首魚科的其中一個種。

## 分布
本魚分布在印度西太平洋區，包括南非、東非、留尼旺、馬達加斯加、模里西斯、紅海、塞席爾群島、葛摩、波斯灣、巴基斯坦、馬爾地夫、斯里蘭卡、印度、孟加拉灣、安達曼海、泰國、緬甸、柬埔寨、馬來西亞、菲律賓、印尼、韓國、日本、台灣、中國沿海、澳洲等海域。

## 深度
水深1至40公尺。

## 特徵
本魚吻圓突，口裂小、下位，幾乎水平。上頜長於下頜，上頜骨後緣伸達瞳孔中央下方。上頜最外列齒較大，齒數稀疏，每側約有10枚，其餘內列齒5至6列，下頜齒為等大之細齒。頤部無鬚。體灰褐色，背部深暗，兩側及腹部銀白色；背鰭硬棘部邊緣黑色。尾鰭上半葉黃褐色，後半部黑色。口腔白色，鰓腔黑褐色。背鰭硬棘11枚、軟條23至26枚；臀鰭硬棘2枚、軟條7枚。體長可達22公分。

## 生態
本魚近內海中下層小型魚類，喜棲息於沙泥底質和岩礁附近的海域，有晝夜垂直移動之習性。以甲殼類、端足類、多毛類等為食。
春季產卵，產卵時能發出較大叫聲，卵浮性。個體小，體長一般在100至150mm，生命週期短。

## 經濟利用
食用魚，肉質纖細，油炸、清蒸、糖醋皆宜。